# Беларусь на «Евровидении-2005»
Беларусь на конкурсе песни Евровидение 2005 в полуфинале представила Анжелика Агурбаш с песней «Love Me Tonight».

## Национальный отбор
| № | Песня                   | Исполнитель      | Место |
| - | ----------------------- | ---------------- | ----- |
| 1 | Smile                   | Полина Смолова   | 2     |
| 2 | Boys and Girls          | Анжелика Агурбаш | 1     |
| 3 | Моя любовь − сладкий яд | Наталья Тамело   | 3     |

Позже песня, выбранная национальным отбором, была изменена по решению исполнительницы.

## Выступление
Первые 40 секунд песни Анжелика стояла в золотой накидке в середине сцены. После слов «Are you ready now?» она показывает рукой то в левую, то в правую сторону, и оттуда выбегают мужчины и бросаются ей под ноги. В начале первого исполнения припева Анжелика пошла вперед, а накидка была сдёрнута. Под ней оказалось длинное синее платье. После финального проигрыша и перед началом предпоследнего повторения припева также было снято платье, под которым оказался золотой с блёстками брючный костюм. В конце выступления она упала на спину на руки танцорам.

## Голосование
Голоса белорусских телезрителей
| Оценка | Страна              |
| 12     | Россия              |
| 10     | Швейцария           |
| 8      | Израиль             |
| 7      | Молдова             |
| 6      | Латвия              |
| 5      | Мальта              |
| 4      | Норвегия            |
| 3      | Сербия и Черногория |
| 2      | Венгрия             |
| 1      | Румыния             |